# Megarhyssa vagatoria
Megarhyssa vagatoria ist eine Schlupfwespe aus der Unterfamilie Rhyssinae. Sie ist eine der größten Schlupfwespen in Deutschland.

## Merkmale
Megarhyssa vagatoria ist in Europa eine von vier Arten der Gattung Megarhyssa. Die Vorderflügel weisen ein schmales rotgelbes Pterostigma sowie ein gattungstypisches dreiecksförmiges Areolet auf. Die Weibchen sind gewöhnlich 30 mm lang und besitzen einen 40 mm langen Legestachel (Ovipositor). Die Größe der schlanken Schlupfwespen kann jedoch variieren. Die Facetten- und Punktaugen (Ocelli) sind dunkelbraun. Die Weibchen sind überwiegend orangefarben mit gelben Flecken. Die Flecke an der Seite des Hinterleibs sind im Gegensatz zu ähnlichen Arten etwa gleich breit wie lang. Außerdem ist der Clypeus einfarbig braun. Die Beine der Weibchen sind rotgelb, die Oberseite der Fühler ist dunkel, die Unterseite gelblich gefärbt. Kopf, Fühler, Thorax und Hinterleib der Männchen sind gewöhnlich dunkel. Sie sind anhand von Fotos nicht von verwandten Arten zu unterscheiden.

## Verbreitung
Megarhyssa vagatoria kommt in Mitteleuropa vor, u. a. in Dänemark, in Deutschland, in den Niederlanden, in Belgien, in Polen, in Tschechien und in Italien.

## Lebensweise
Megarhyssa vagatoria ist ein idiobionter Ektoparasitoid der Larven der Holzwespen-Art Tremex fuscicornis. Die Holzwespen bohren ihre Eier mit Hilfe ihres Legebohrers in das Holz absterbender Bäume, insbesondere Birken. Dabei wird auch ein Pilz injiziert, welcher das Holz „vorverdaut“, so dass es für die Holzwespenlarve als Nahrung nutzbar ist. Die Schlupfwespen können diesen Pilz mit Hilfe ihrer empfindlichen Riechorgane wahrnehmen und finden so die Holzwespenlarven. Mit Hilfe des langen Legestachels platzieren sie ein Ei an die Holzwespenlarve. Die geschlüpfte Schlupfwespenlarve frisst die Wirtslarve und verpuppt sich dort später. Die Schlupfwespen beobachtet man hauptsächlich im Juni.

## Bilder

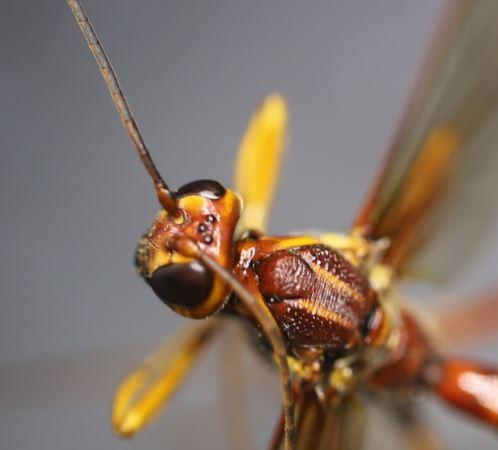
Kopf und Thorax von seitlich oben
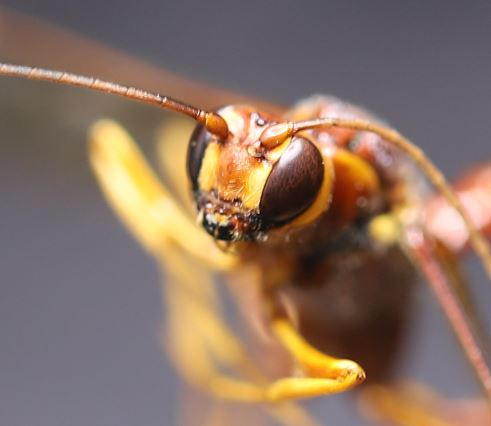
Kopf von vorne
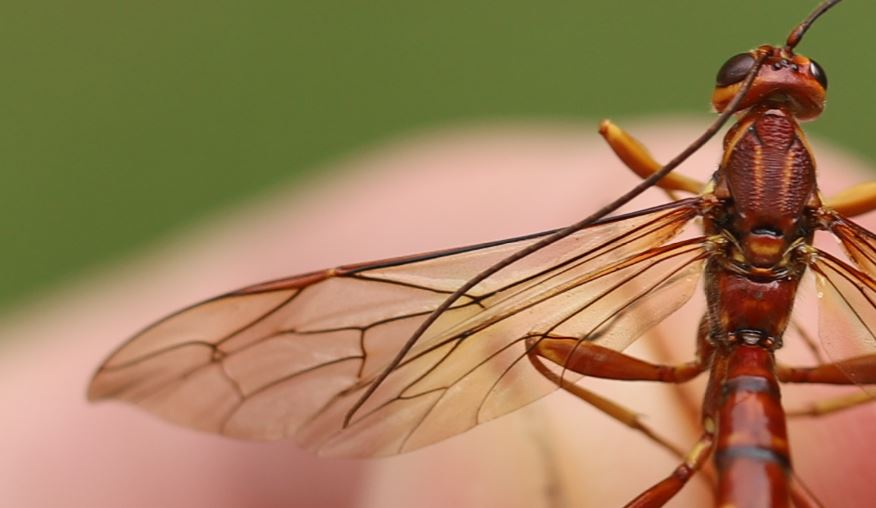
Flügel
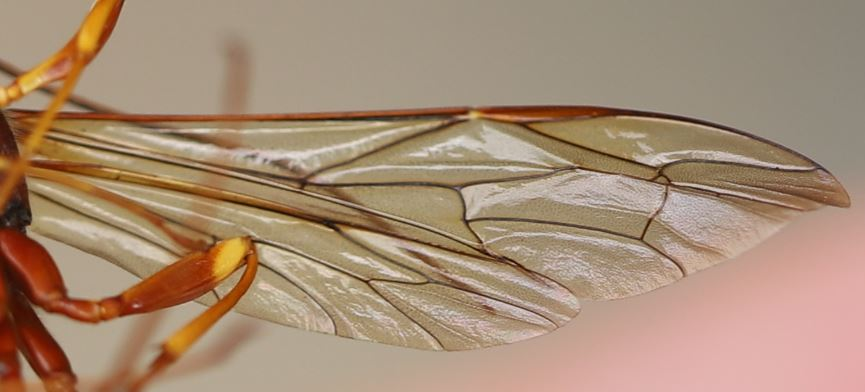
Flügeldetail
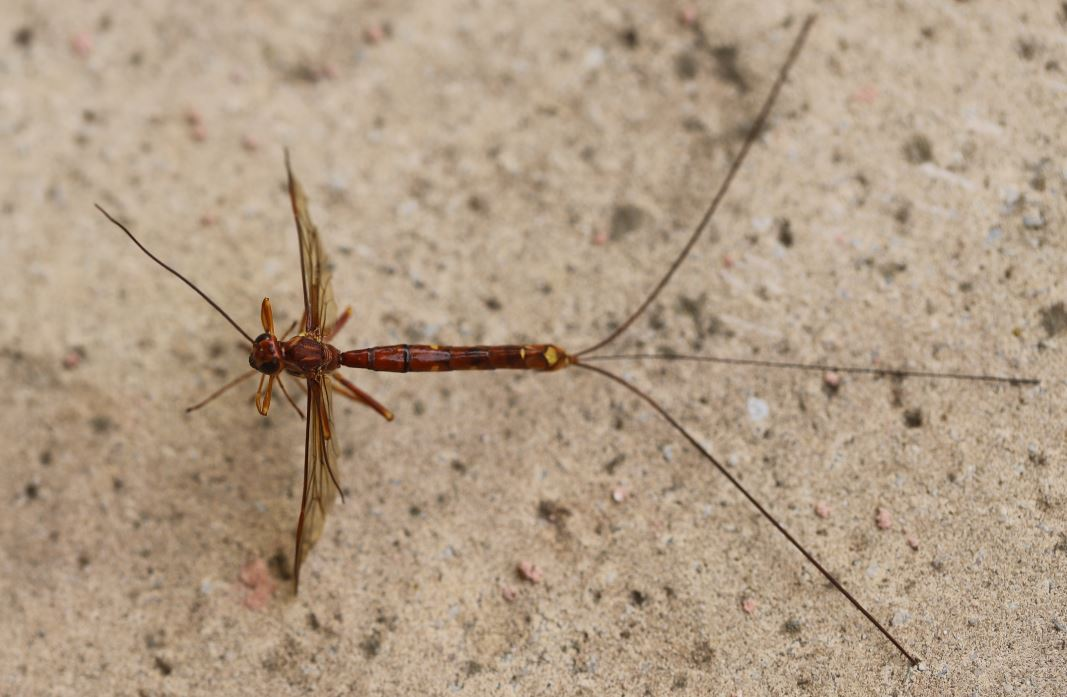
Dorsalansicht
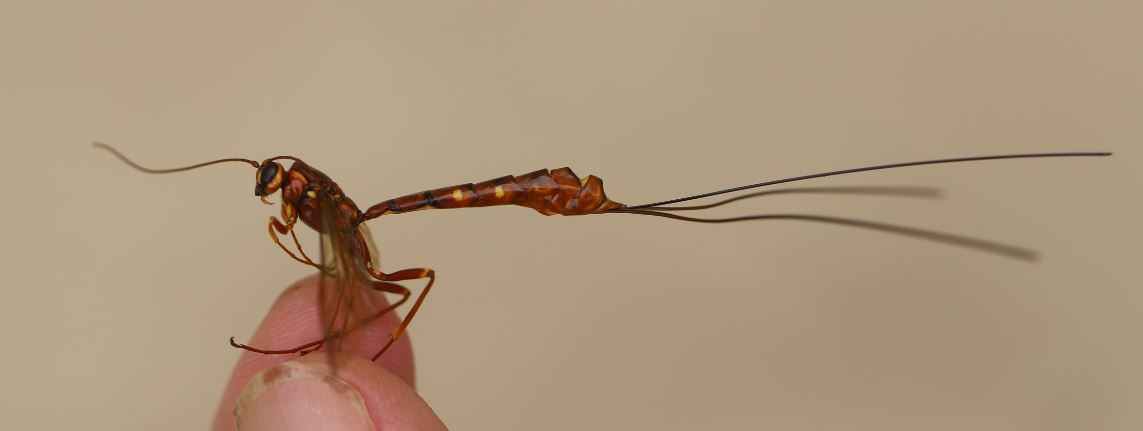
Seitenansicht